# Ахалцихе
Ахалцихе (на грузински: ახალციხე) е град в Грузия. Населението на града е 18 000 души (по приблизителна оценка от януари 2016 г.).
Историята му започва от 1412 година, когато Грузия попада в ръцете на турците. През 1412 г. турците завладяват северната част на Грузия и районите около Ахалцихе. Там населението е ислямизирано насилствено и в резултат на това днес цялото население е турско. След освобождаването нещата не се подобряват, а се влошават още повече. На фона на запазващото се напрежение в отношенията между Грузия и Русия, тези между Грузия и Турция дълго време изглеждаха безоблачни и дори преживяващи своеобразен разцвет. Анкара се превърна в основния икономически партньор на Тбилиси, а между двете страни беше установен безвизов режим, позволяващ на грузинските граждани да пътуват в Турция само с лични карти. Впрочем, налице са и други доказателства за „специалния характер" на грузинско-турските отношения. През 1944 – 1989 г. са изселени или избити 1 000 000 турци.
През последните месеци обаче, на хоризонта на тези отношения се появяват все повече облаци. Наистина, проблеми имаше и преди, но те оставаха извън фокуса на общественото внимание. Сред тях например е изграждането на турска територия (по река Чорохи), на каскада от водноелектрически централи, които могат да застрашат бреговата линия на населената предимно с грузинци-мюсюлмани автономната република Аджария (язовирните стени пречат на реката да изхвърля твърди частици, което ерозира брега). Нерешен остава и въпросът за връщането в Грузия на т.нар. „месхетински турци“ (насилствено преселени през 1944 от Грузия в Киргизстан, Казахстан и Узбекистан, по нареждане на Сталин), макар че неофициалните преговори по него продължават. Всички тези въпроси представляват сложен за разплитане възел, като напоследък те допълнително се изостриха, особено във връзка с проекта за възстановяване на джамията в Батуми. Както изглежда, властите в Тбилиси са склонни да решат въпроса положително, но Грузинската Патриаршия е категорично против, блокирайки подписването на окончателно споразумение по въпроса. Година преди изборите, Саакашвили и кръгът около него не искат да рискуват да изострят отношенията си с православното духовенство, имайки предвид, че строежът на джамията в Батуми, носеща името на османски султан, категорично не се приема от грузинското общество. На свой ред, привържениците на компромиса с Турция акцентират върху това, че ако споразумението не се подпише, древните грузински храмове на турска територия ще рухнат окончателно.
Междувременно, в грузинското общество нараства и тревогата, породена от ситуацията в Аджария. След „революцията на розите“ и прогонването на дългогодишния местен лидер Аслан Абашидзе (смятан за „проруски настроен“) от Грузия, изглеждаше че републиката окончателно е преминала под контрола на Тбилиси. Саакашвили едва ли не ежедневно пътуваше до Батуми и други райони на Аджария, понякога стоеше там със седмици и дори прехвърли седалищата на някои държавни институции от Тбилиси в Батуми, лишавайки автономната република от повечето ѝ пълномощия. Постепенно градът се превърна в своеобразна „витрина“ на Грузия на Саакашвили, с построяването на редица нови сгради, обновяване на съществуващите, благоустрояване на уличната мрежа и т.н. Успоредно с това обаче, в Аджария продължаваше експанзията на турския капитал. Повечето нови сгради в Батуми, с които толкова се гордее грузинският президент, са построени от турски инвеститори (сред тях и такива с грузински произход). Турците купиха голям брой магазини и заведения в аджарската столица. Твърди се, че броят на постоянно живеещите в Батуми турски граждани вече е достигнал няколко хиляди (говори се дори за 20 хиляди, при положение че цялото население на града е около 140 хиляди души).